# سیه‌رخ‌ها
سیَه‌رُخ‌ها یا باتیس (نام علمی: Batis) سرده‌ای از تیره پرنده‌های آوازخوان آفریقایی هستند.

## فهرست گونه‌ها
- سیه‌رخ رونزوری، Batis diops
- سیه‌رخ مارگارت، Batis margaritae
- سیه‌رخ جنگلی، Batis mixta
- سیه‌رخ رایشنو، Batis reichenowi
- سیه‌رخ تیره، Batis crypta
- سیه‌رخ دماغه، Batis capensis
- سیه‌رخ وودوارد، Batis fratrum
- سیه‌رخ چانه‌لکه‌ای، Batis molitor
- سیه‌رخ سنگالی، Batis senegalensis
- سیه‌رخ سرخاکستری، Batis orientalis
- سیه‌رخ کم‌رنگ، Batis soror
- سیه‌رخ پریریت، Batis pririt
- سیه‌رخ سرسیاه شرقی، Batis minor
- سیه‌رخ سرسیاه غربی، Batis erlangeri
- سیه‌رخ کوتوله،  Batis perkeo
- سیه‌رخ آنگولایی، Batis minulla
- سیه‌رخ گابن، Batis minima
- سیه‌رخ ایتوری، Batis ituriensis
- سیه‌رخ فرناندو پو، Batis poensis
  - سیه‌رخ غرب آفریقا، Batis poensis occulta